# 土公增八
鯨魚座10，又名BD-00 63，HD 2273、SAO 128760、HR 101，是鯨魚座的一颗恒星，视星等为6.19，位于銀經109.5，銀緯-62.27，其B1900.0坐标为赤經0h 21m 29.6s，赤緯-0° -62.27′ 12″。